# 贵昆铁路可渡河特大桥

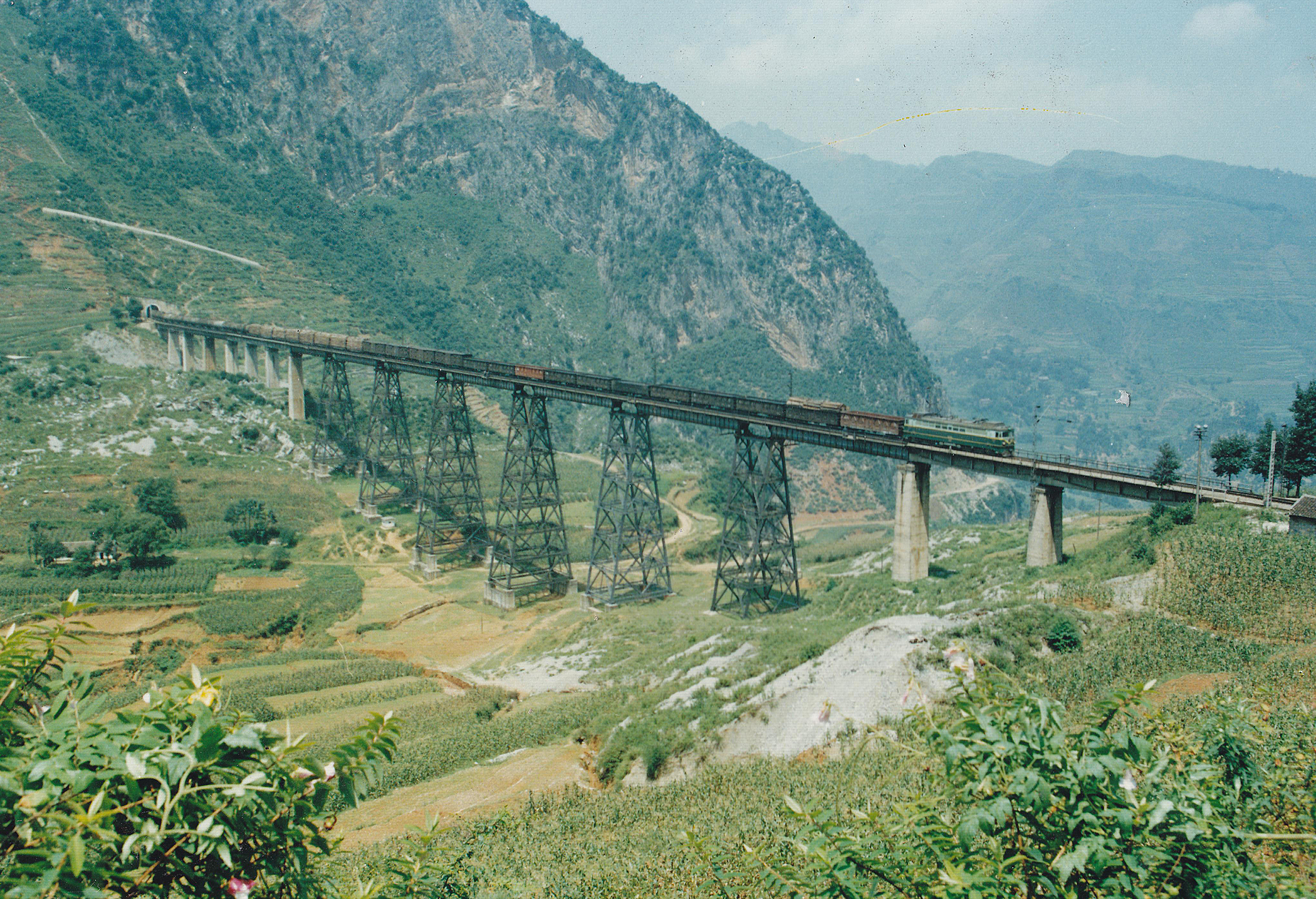
可渡河特大桥

贵昆铁路北盘江大桥，也称天生桥北盘江大桥、可渡河特大桥，位于水城至宣威区间、云贵省界，北盘江上游的可渡河上。

## 技术概况
全长527米，墩高43.6米，是中国最高的钢塔架轻型桥墩桥。可渡河在此段为暗河，为扩大地面的承力区域及防止可能的变形，采用柔性钢支架桥墩。

## 历史
由中国人民解放军铁道兵第五师第二十一团承建。
与之平行的沪昆铁路沾六复线上的天生桥双线特大桥建成通车后，可渡河特大桥已经拆除。